# Prüfungsordnung (Berufsbildungsgesetz)
Eine Prüfungsordnung nach dem Berufsbildungsgesetz ist eine Verfahrensordnung, die in allgemeiner Form Inhalte und Durchführungsbestimmungen zur Zwischen- und Abschlussprüfung in anerkannten Ausbildungsberufen regelt.
Die für den jeweiligen Beruf erlassene Ausbildungsordnung hat allerdings Vorrang, sofern sie hierzu Bestimmungen enthält.
Gesetzliche Grundlage sind das Berufsbildungsgesetz (BBiG) und die Handwerksordnung (HwO). In diesen Vorschriften ist bestimmt, dass von der zuständigen Stelle (z. B. Industrie- und Handelskammer, Handwerkskammer) eine Prüfungsordnung zur Abschluss- bzw. Gesellenprüfung zu erlassen ist.
Die Prüfungsordnung wird vom Berufsbildungsausschuss der jeweils zuständigen Stelle beschlossen und von der zuständigen obersten Landesbehörde genehmigt. In der Regel stimmt diese Prüfungsordnung weitgehend mit der vom Hauptausschuss des Bundesinstituts für Berufsbildung beschlossenen Musterprüfungsordnung überein.
In der Prüfungsordnung sind folgende Sachverhalte zu regeln.
- Zulassung zur Prüfung
- Gliederung der Prüfung
- Bewerten der Prüfungsleistungen
- Regelungen zur Ahndung von Verstößen gegen die Prüfungsbestimmungen
- Erteilung der Prüfungszeugnisse
- Voraussetzungen für ein Wiederholen der Prüfung oder von Teilprüfungen
- Zeitpunkt einer Wiederholungsprüfung